# The Washington Times
The Washington Times je deník založený 1982 ve Washingtonu, D.C. Son-mjong Munem (Sun Myung Moon) a vlastněný společností News World Communications.
Po uzavření The Washington Star v roce 1981 zůstal v hlavním městě USA pouze jeden (liberálně orientovaný) deník Washington Post. Společnost News World Communications převzala krachující Star, vybudovala konzervativní Washington Times a vytvořila tak jediný konkurenční deník k Post. K 21. červnu 2007 měly Times průměrný denní náklad 102 351 výtisků, což je zhruba jedna sedmina nákladu konkurenčního The Washington Post. Poměr reklamy ve Washington Times byl 35 %, přičemž průmyslový standard (v USA) činí 50–60 %. V roce 2009 byl denní náklad 67 148 výtisků a k listopadu 2010 je denní náklad 38 587 výtisků.
V roce 2008 bylo změněno vedení Washington Times a o rok později bylo pozastaveno financování ze strany skupiny blízké zakladateli. V roce 2010 byl na vlastnickou společnost Washington Times LCC uvalen konkurz a 2. listopadu byl deník prodán této skupině za symbolický 1 dolar.

## Citáty
„Washington Times jsou svědomím tohoto města“ George W. Bush 